# Barbara Lasocka-Pszoniak
Barbara Halina Lasocka-Pszoniak (ur. 13 kwietnia 1933, zm. 14 października 2007) – polska pedagog, profesor doktor habilitowany, autorka publikacji naukowych z zakresu historii teatru.

## Życiorys
Od 1967 była związana z Akademią Teatralną im. Aleksandra Zelwerowicza w Warszawie, w latach 1987–1990 pełniła funkcję prorektora, była twórcą Pracowni Historii Szkolnictwa Teatralnego.
W 2006 została wyróżniona nagrodą Ministra Kultury i Dziedzictwa Narodowego za swój dorobek naukowy i dydaktyczny.

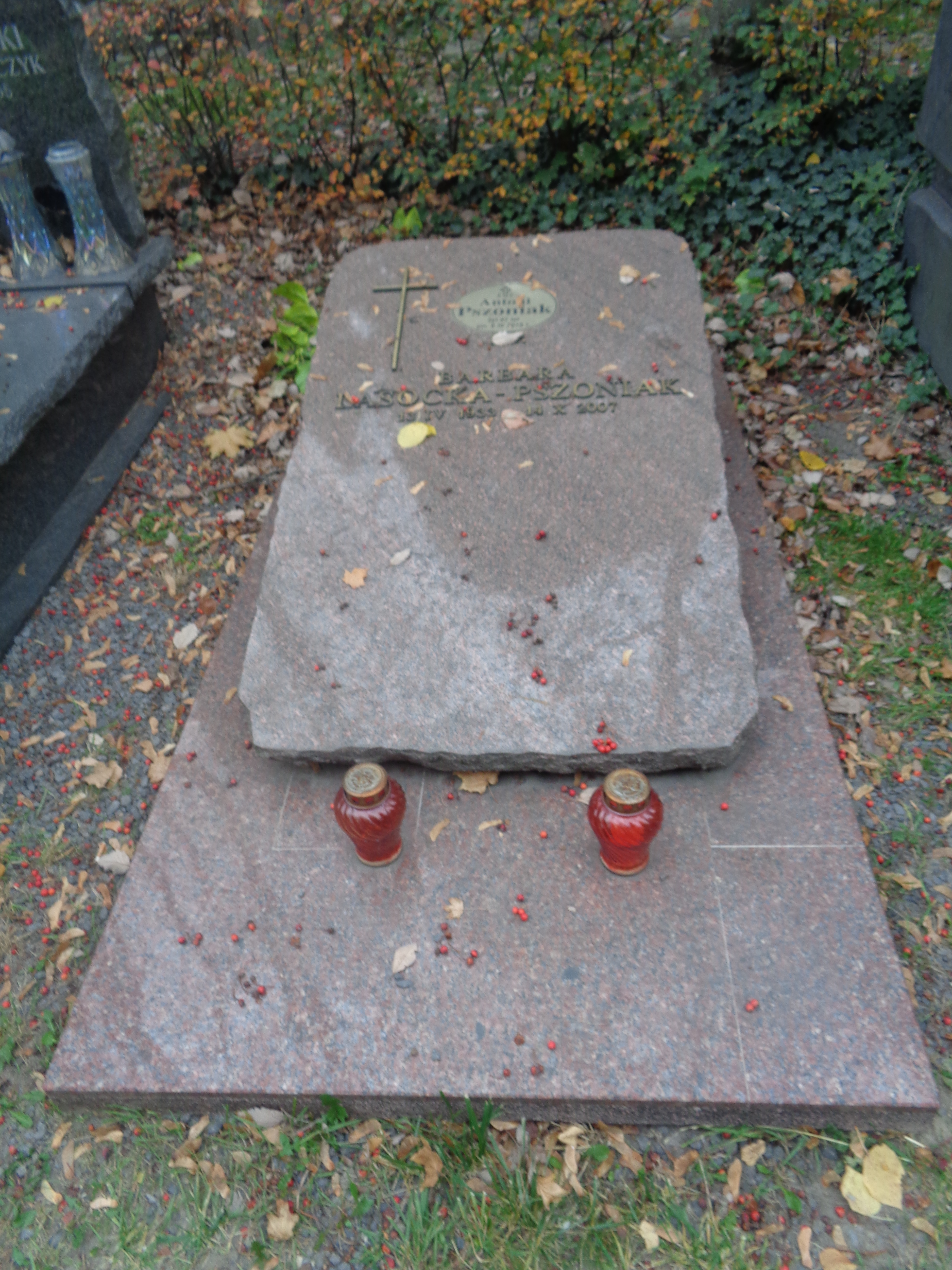
Grób Barbary Lasockiej-Pszoniak i Antoniego Pszoniaka na Wojskowych Powązkach

Była żoną Jana Zylbera, następnie wyszła za Antoniego Pszoniaka brata Wojciecha Pszoniaka. Pochowana na Cmentarzu Wojskowym na Powązkach w Alei Zasłużonych kwatera A 29, rząd: TUJE, grób: 14.

## Odznaczenia
- Krzyż Oficerski Orderu Odrodzenia Polski (2005 r.)[2]

## Wybrana bibliografia
- Aleksander Fredro. Drogi życia, Errata, Warszawa 2001, ISBN 83-913140-4-9.
- Teatr lwowski w latach 1800–1842, Państwowy Instytut Wydawniczy, Warszawa 1967.